# Ivan Fjodorovič Udom
Ivan Fjodorovič Udom (rusko Иван Фёдорович Удом), ruski general, * 1768, † 1821.
Bil je eden izmed pomembnejših generalov, ki so se borili med Napoleonovo invazijo na Rusijo; posledično je bil njegov portret dodan v Vojaško galerijo Zimskega dvorca.

## Življenje
7. marca 1782 je vstopil v Preobraženski polk. Leta 1788 se je udeležil bojev proti Švedom. 1. januarja naslednjega leta je bil kot stotnik premeščen v Uglitski pehotni polk; s slednjim se je udeležil rusko-turške vojne v letih 1787-91. 
Novembra 1789 je bil kot major premeščen v Leib-grenadirski polk; z njim se je udeležil poljske kampanje leta 1792. 14. avgusta 1805 je bil povišan v polkovnika. Istega leta se je odlikoval v bitki pri Austerlitzu proti Francozom. Sodeloval je tudi v kampanji leta 1806-07.
12. decembra 1810 je bil imenovan za poveljnika Keksgolmskega mušketirskega polka in 19. novembra naslednjega leta za poveljnika dvornega litvanskega polka. Med patriotsko vojno se je odlikoval tako, da je bil 21. novembra 1812 povišan v generalmajorja. 
24. januarja 1821 je bil imenovan za poveljnika Semjonskega polka.